# Harpactes diardii
Harpactes diardii là một loài chim trong họ Trogonidae.